# 949 до н. е.

## Померли
- Будда Шак'ямуні — згдіно з однією з версій про рік його смерті, якої притримуються японські школи Дзьодзіцу і Нітірен-сю.[1]